# Замок Коднор
Замок Коднор (англ. Codnor Castle) — разрушенный замок XIII века в Дербишире. Окрестности замка попали во владение Вильяма Перевела во время Нормандского завоевания. Несмотря на регистрацию в списке запланированных памятников древности (Scheduled Ancient Monument), по состоянию на 2008 год замок находился под угрозой полного разрушения.

## История замка
Замок представляет собой каменную крепость со двором, основанную Уильямом Перевелом. Современные фрагментарные остатки — трёхэтажное сооружение с защитной стеной и рвом, с круглыми башнями по бокам. Бейли был построен в более поздний период. Из замка открывается вид на долину Эревош и пригороды Дербишира и Ноттингемшира. Изначально у восточной стороны рва было множество деревьев, количество которых сейчас сократилось. С западной стороны был двор, укреплённый зубчатыми башнями. В других частях руин есть свидетельства того, что во внешних стенах были отверстия для использования лучниками.
К 1211 году замком владел Генри де Грей из Тёррока (Henry de Grey), потомок нормандского рыцаря Аншетила (Анктила) де Грея (Anchetil de Greye), приближенный короля Англии Иоанна Безземельного. Он стал родоначальником Греев, среди которых известны лорды Грей из Коднора, лорды Грей из Ратина, Мертона, Уилтона и Ротерфилда. Также к этому роду принадлежали Генри, герцог Саффолк, его дочь Джейн Грей, графы Стэмфорда и вымершая ветвь графов Кент.
В XV веке земли вместе с замком перешли Элизабет Грей, которая в 1429 году вышла замуж за сэра Джон де Ла Зуш (Zouche), младшего сына четвёртого барона Зуш Хэррингвортского. Сэр Джон де Ла Зуш трижды был главным шерифом Дербишира. Замок оставался в семье Ла Зуш двести лет, до 1634 года, когда они продали его и эмигрировали в Вирджинию.
Сэр Стрейршем Мастер (Streynsham Master), живший в замке в 1712 году, докладывал, что он был последним жильцом замка.

Замок Коднор был расположен на возвышенности, и главенствовал над обширной равниной, простирающейся к востоку. От замка сохранились лишь небольшая часть стены и голубятня. Судя по остаткам стен и фундаментов, замок имел значительную высоту. На юге от замка находилась обширный ровный двор, с которого в замок вели два входа; на восточной стороне был широкий глубокий ров, а на берегу рос двойной ряд деревьев, которые были вырублены примерно в 1738 году. Прилегающий к замку парк раскинулся примерно на 2200 акров. В начале XIII века на его месте находился замок, в царствование Генриха III, бывший резиденцией Ричарда де Грея, потомки которого, бароны Грей из Коднора, владели им на протяжении многих лет. Последний из баронов, Генри, философ и алхимик, во времена царствования Генриха IV получил лицензию на практикование трансмутации металлов. Его смерть приблизительно датируется 1526 годом, когда поместье Коднор было передано сэру Джону Зушу, который был женат на Элизабет, тётке последнего владельца. Поместье Коднор было продано сэром Джоном и его наследником в 1634 году архиепископу Нейлу и его сыну, сэру Полу. Их потомок, Ричард Нейл, эсквайр, продал поместье и замок Коднор вместе с прилегающими деревнями Ханор, Лоско, и Лэнгли и усадьбой Коднор Парк в 1692 году сэру Стрейнсхему Мастеру, который в 1712 году стал верховным шерифом и поселился в замке Коднор, но тот уже тогда был в аварийном состоянии, а впоследствии — совершенно разрушился. Известно, что из его обломков были построены по крайней мере шесть ферм со вспомогательными строениями.
Оригинальный текст (англ.)Codnor Castle was situated on high ground, and commanded an extensive prospect to the East, of which a small portion of the walls remain, and a dovecote entire. From the walls and foundations, it appears to have been a place of considerable extent. On the south it had a large square court, from which were two entrances into the castle; on the east side was a broad deep moat, and on the bank grew a double row of trees, which were cut down about the year 1738. The park belonging to the Castle contained about 2200 acres of land. In the early part of the 13th century there was a castle here; and in the reign of Henry III., it was the chief seat of Richard de Grey, whose descendants, the Barons Grey, of Codnor, possessed it for many years, the last of whom, Henry, a philosopher and alchymist, in the reign of Henry IV. obtained a license to practise the transmutation of metals; he died in or about the year 1526, when the Codnor estate passed to Sir John Zouch, who had married Elizabeth, the aunt of the last possessor. The Codnor estate was sold by Sir John Zouch and John Zouch, Esq., his heir apparent, in 1634, to Archbishop Neile, and his son, Sir Paul. Their descendant, Richard Neile, Esq. sold the manor and castle of Codnor, with its members—Heanor, Loscoe, and Langley, and the manor of Codnor Park, in 1692, to Sir Streynsham Master, who was high sheriff in 1712, and occupied Codnor Castle, but even then it was in a ruinous state, and since that period it has entirely fallen into ruins and it is said six farm houses with other convenient buildings, were raised from the materials collected from the ruins.

## Современное состояние
На данный момент замок представлен хрупкими руинами, окружёнными забором. Знаки по периметру забора указывают, что территория принадлежит UK Coal Mining Ltd, и вход на неё запрещён. В июле 2007 года команда Channel 4’s Time проводила археологические раскопки вокруг замка с интересными результатами, наиболее впечатляющим из которых стала находка идеально сохранившейся золотой монеты, сейчас представленной в Музее и художественной галерее Дерби.